# Cryptotis mexicana
Cryptotis mexicana är en däggdjursart som först beskrevs av Elliott Coues 1877.  Cryptotis mexicana ingår i släktet pygménäbbmöss, och familjen näbbmöss. IUCN kategoriserar arten globalt som livskraftig. Inga underarter finns listade i Catalogue of Life.
Arten blir med svans 83 till 112 mm lång och svansen motsvarar 33 till 42 % av den längd som huvud och bål har tillsammans. Under sommaren är pälsen på ovansidan gråsvart med röda hårspetsar och vinterpälsen är mörkbrun. På undersidan förekommer något ljusare päls. Cryptotis mexicana skiljer sig från andra släktmedlemmar i avvikande detaljer av skallens och tändernas konstruktion.
Denna näbbmus förekommer i bergstrakter i södra Mexiko. Den lever i regioner som ligger 520 till 2600 meter över havet. Habitatet utgörs av fuktiga bergsskogar som kan vara varm eller kyliga. Cryptotis mexicana vistas ofta nära vattendrag eller i fruktodlingar. En hona hade en kull med tre ungar.
Arten beskrevs ursprungligen som en medlem av släktet Blarina. De andra arterna av Blarina förekommer längre norrut och därför fick denna näbbmus artepitet mexicana.